# 张玉利
张玉利，中国教育部科学技术委员会管理科学部委员，长江学者特聘教授、南开大学教授，现任南开大学创新创业学院院长，主要从事创业管理、战略管理和管理教育研究，主编有《创业管理》一书

## 社会兼职
- 中国教育部科学技术委员会管理科学部委员
- 中国全国普通高校毕业生就业创业指导委员会委员